# 大西一清
大西一清（おおにし かずきよ、1957年1月15日- ）は、日本の財務官僚。血液型はO型。

## 来歴
大阪府出身。大阪府立高津高等学校、京都大学法学部卒業後、1980年大蔵省入省（理財局総務課）。大阪国税局査察部長、関東財務局理財部長、預金保険機構財務部長、名古屋税関長、大阪税関長、財務省大臣官房政策評価審議官を経て、2014年から横浜税関長を務め、2015年に退官しあいおいニッセイ同和損害保険顧問に就任。2016年高砂香料工業監査役。2020年滋賀銀行監査役。

## 略歴
- 1980年4月：大蔵省入省[3]。
- 1986年7月：四日市税務署長[5]。
- 1997年7月：大阪国税局査察部長[3]。
- 1998年7月：関東財務局理財部長[3]。
- 2001年1月：総務省人事・恩給局参事官[6]。
- 2002年7月：国税庁調査査察部査察課長[3]。
- 2005年6月：公正取引委員会事務総局経済取引局総務課長[3]。
- 2007年6月：オーストラリア国立大学客員研究員[3]。
- 2008年7月：預金保険機構財務部長[3]。
- 2009年10月：日本スポーツ振興センター理事（学校安全業務担当）[6]。
- 2012年1月：名古屋税関長[3]。
- 2012年7月：大阪税関長[3]。
- 2013年7月：財務省大臣官房政策評価審議官[3]。
- 2014年7月：横浜税関長[3]。
- 2015年7月：財務省大臣官房付・退官[7]。
- 2015年10月：あいおいニッセイ同和損害保険顧問[7]。
- 2016年6月：高砂香料工業常勤監査役[3]。
- 2020年6月：滋賀銀行社外監査役[4]。

## 著書
- 『企業のコンプライアンスと独占禁止法』商事法務 (2006）